# Anders Svenningsen

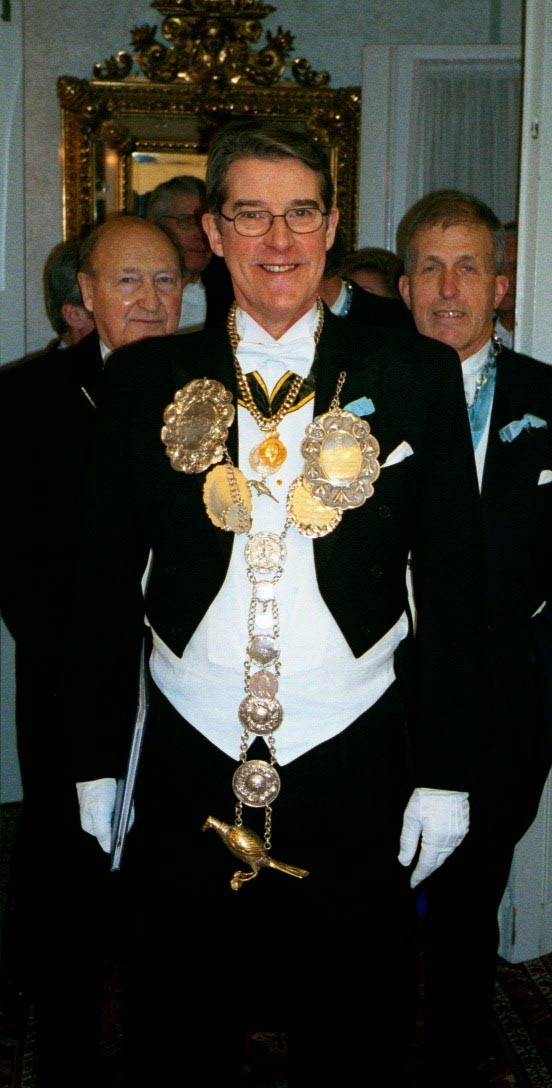
Anders Svenningsen i full ornat som ålderman i Lunds Knutsgille.

Anders Widner Svenningsen, född 17 februari 1937 i Esbjerg, Danmark, död 26 april 2008 i Lund, var en svensk präst.
Anders Svenningsen växte upp i Esbjerg. Han studerade teologi vid Lunds universitet, blev teologie kandidat 1961 och prästvigdes i Skara 1962. Svenningsen blev kyrkoadjunkt i Tibro församling 1962 och komminister i Älgarås församling 1965. Han var kyrkoherde i Lyrestads församling 1974–1982 och i Båstads församling 1982–1993 samt även kontraktsprost i Bjäre kontrakt 1988–1993. Han avslutade sin ämbetsbana i Svenska kyrkan som domprost i Lunds domkyrkoförsamling 1993–2002. Han efterträddes där av Håkan E. Wilhelmsson.
Svenningsen var ålderman i Sankt Knuts Gille i Lund från 2000 fram till sin död.
Han var son till den danske överläkaren Olaf Svenningsen och Karin, född Widner, dotterson till överhovpredikanten Nils Widner, bror till Nils W. Svenningsen samt far till journalisten Martin Svenningsen.
Anders Svenningsen är begravd i Lund  på Fredentorps begravningsplats.